# Bartholomäuskirche (Setzingen)

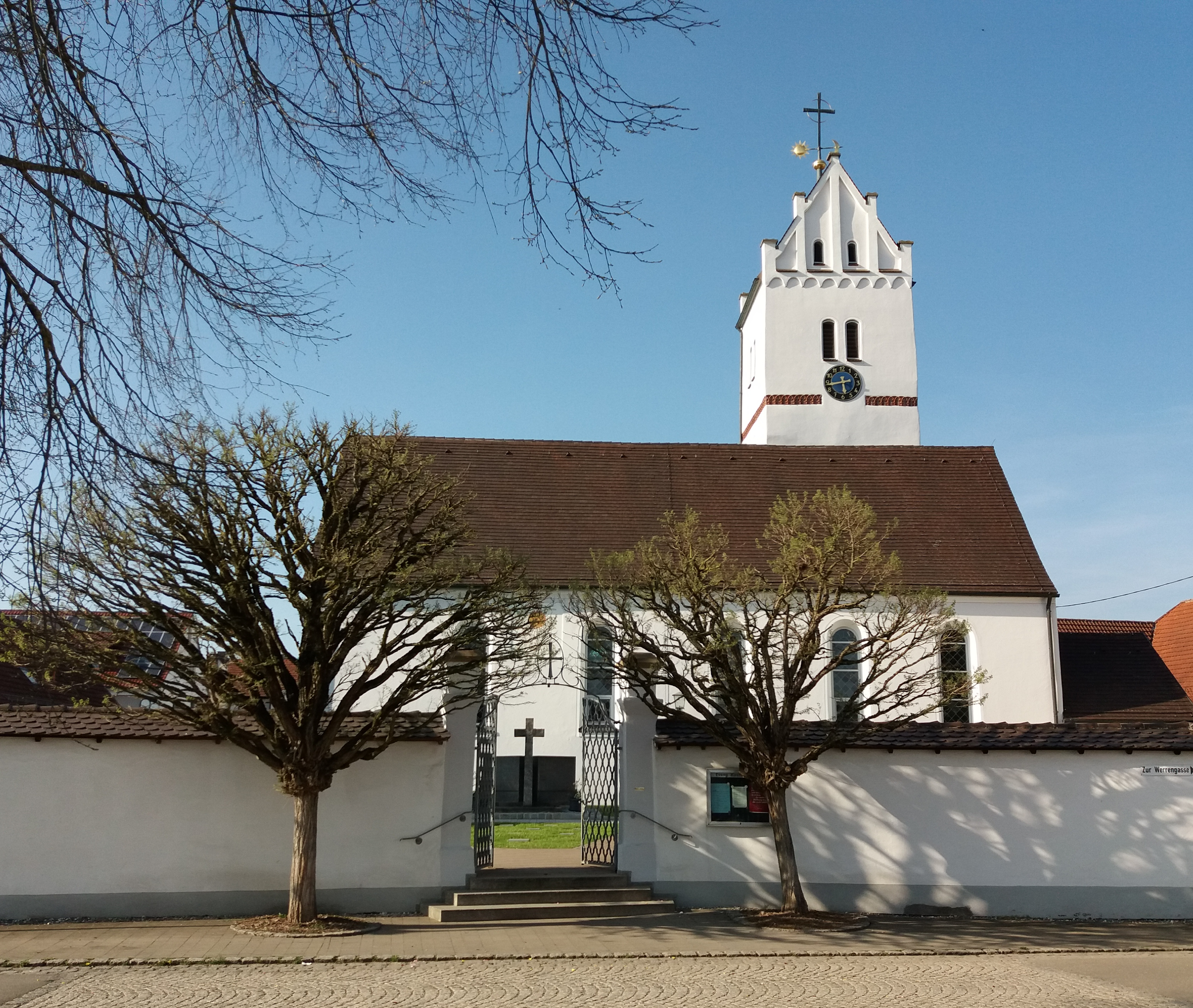
Bartholomäuskirche in Setzingen

Die evangelische Bartholomäuskirche steht in Setzingen, einer Gemeinde im Alb-Donau-Kreis in Baden-Württemberg. Die Kirchengemeinde ist Bestandteil des Kirchenbezirks Ulm der Württembergischen Landeskirche. Das Bauwerk ist beim Landesamt für Denkmalpflege Baden-Württemberg als Baudenkmal eingetragen.

## Beschreibung
Die Pfarrkirche wurde anstelle eines romanischen Vorgängerbaus errichtet. Die Saalkirche besteht aus einem Langhaus aus drei Jochen, einem gerade geschlossenen Chor aus zwei Jochen im Osten und einem Chorflankenturm an der Nordwand des Chors, dessen untere Geschosse noch vom Vorgängerbau stammen. Er wurde 1467 um ein Geschoss, das die Turmuhr und den Glockenstuhl beherbergt, über einem Lilienfries erhöht und mit einem Bogenfries abgeschlossen. Er wurde quer mit einem Satteldach zwischen Staffelgiebeln bedeckt.
An der Nordwand des Langhauses finden sich Fresken aus dem 13. Jahrhundert. Das Taufbecken stammt aus dem 14. Jahrhundert. Die Orgel wurde 1897 als Opus 279 von der Giengener Orgelmanufaktur Gebr. Link gebaut.